# Bulletin of the American Meteorological Society
O Boletim da Sociedade Meteorológica Americana é uma revista científica publicada pela Sociedade Meteorológica Americana . A BAMS é a principal revista da AMS e publica artigos revisados por pares de interesse e significado para a comunidade climática, aquática e climática, além de notícias, editoriais e análises dos membros da AMS. Os artigos do BAMS têm acesso totalmente aberto; Os membros da AMS também podem acessar a versão digital que replica a versão integral de impressão capa a capa e geralmente inclui artigos aprimorados com áudio e vídeo.